# 碰撞激發
碰撞激發是一種傳遞能量的過程，經由碰撞反應物種核的夥伴轉換成為內能。

## 天文學
在天文學，碰撞激發使行星狀星雲和中性氫區這樣的天體產生光譜的譜線。
在這些天體中，大多數的原子會被嵌入在星雲氣體內的炙熱恆星發射出的光子游離，而使電子被剝離。這些被發射的電子（稱為光電子）會與氣體內的原子或離子碰撞，始它們被激發。當這些被激發的原子或離子回到基態時，會發射出光子。由這些光子組成的譜線稱為碰撞激發線（通常縮寫為CELs）。
CELs通常只能在密度非常低的氣體中觀察到（通常每立方公分只有幾千顆粒子）。密度較高的氣體，會進行相反的碰撞滅激程序壓制這些譜線。甚至在地球上產生的高真空，對CELs的觀測來說密度依然太高。由於這個原因，當威廉·哈金斯在貓眼星雲中首度觀察到這種譜線時，他不知道這是甚麼元素，因而假設有一種稱為（Nebulium）的新元素。然而，之後發現他觀察到的是在極度稀薄狀態下的氧發射線。
CELs對研究氣體雲非常重要，因為它能用來確定氣體的密度和溫度。

## 質譜學
碰撞激發在質譜學是離子和原子或分子碰撞，導致離子內能增加的過程。離子的分子被加速到高動能，然後和中性氣體（通常是氦、氮或氬）碰撞。在碰撞中，有些動能會轉換成為內能，這會在過程中生成一種稱為碰撞誘導分裂的碎片。